# Batracomorphus hebrus
Batracomorphus hebrus är en insektsart som beskrevs av Knight 1983. Batracomorphus hebrus ingår i släktet Batracomorphus och familjen dvärgstritar. Inga underarter finns listade i Catalogue of Life.